# ۲۵۷ (عدد)
۲۵۷ (عدد)یک عدد طبیعی است که بعد از ۲۵۶ و قبل از ۲۵۸ قرار دارد.